# Coruja-serra-afiada
A coruja-serra-afiada[carece de fontes?], mocho-serrador-nortenho ou mocho-amolador (Aegolius acadicus) é uma espécie de ave estrigiforme pertencente à família Strigidae.